# 로버트 파머

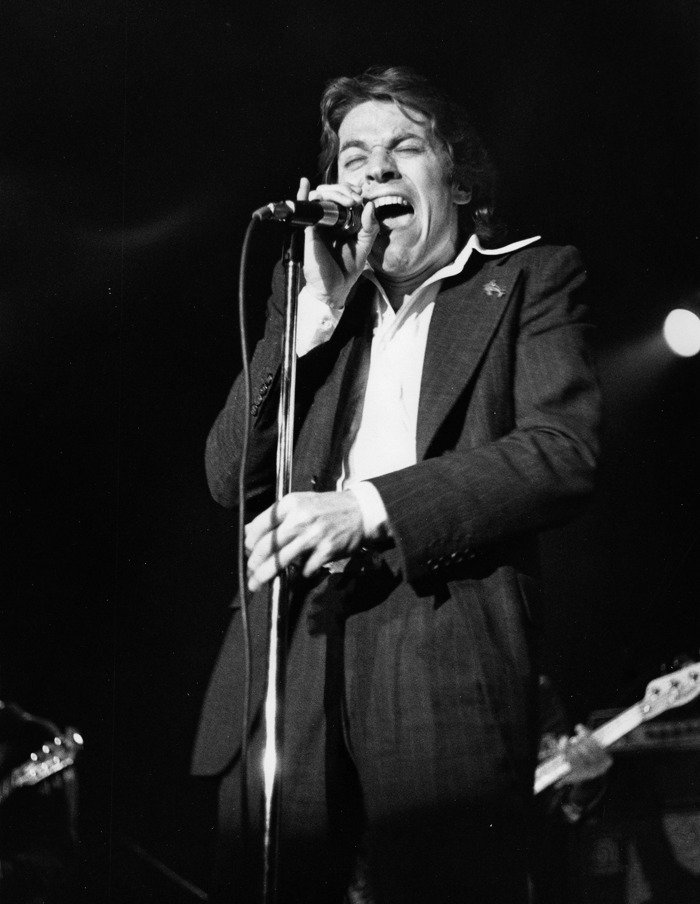
로버트 파머

로버트 파머(Robert Allen Palmer, 1949년 1월 19일 ~ 2003년 9월 26일)는 영국의 가수이다. 솔로와 슈퍼그룹 《Power Station》에서 둘 다 성공을 거두었으며, 영국과 미국에서 모두 〈Top 10〉에 들었다. 1987년에 〈Addicted To Love〉로 그래미상 남성 록보컬상을, 1989년에 〈Simply Irresistible〉로 두 번째 그래미상을 수상했다. 2003년 앨범 홍보를 위해 유럽을 순회하던 중 프랑스에서 심장마비로 사망하였다.

## 유명곡
- 영화 《친구》에 수록된 OST 곡인 〈Bad Case Of Loving You〉가 대표적이다. 그러나 해당 노래는 백지영이 훗날 〈Doctor Doctor〉로 리메이크하였다.